# Cargèse
Cargèse (en cors Carghjese) és un municipi francès, situat a la regió de Còrsega, al departament de Còrsega del Sud. L'any 1999 tenia 982 habitants.

## Demografia
| 1775 | 1962 | 1968 | 1975 | 1982 | 1990 | 1999 |
| ---- | ---- | ---- | ---- | ---- | ---- | ---- |
| 259  | 665  | 753  | 889  | 898  | 915  | 982  |

## Administració
| Període | Identitat          | Partit | Qualitat |
| ------- | ------------------ | ------ | -------- |
| 2001-   | François Garidacci |        |          |

## Personatges il·lustres
- Louis-Charles-René de Marbeuf (1712-1786), governador de Còrsega.
- Yvan Colonna, habitant de Cargèse